# アメイジング・スパイダーマン2
『アメイジング・スパイダーマン2』（原題: The Amazing Spider-Man 2）は、マーベル・コミックのキャラクター「スパイダーマン」を題材にした2014年のアメリカ合衆国のスーパーヒーロー映画。監督はマーク・ウェブ、製作はアヴィ・アラッド、マット・トルマック。コロンビア ピクチャーズとマーベル・エンターテインメントが製作する5作目のスパイダーマン映画で、『アメイジング・スパイダーマン』（2012年）の続編であり「アメイジング・スパイダーマン」シリーズの完結編。

## あらすじ
オズコープの科学者であるリチャード・パーカーは失踪理由をビデオメッセージに記録する。リチャードと妻のメアリーが乗ったプライベートジェットは暗殺者にハイジャックされ飛行機は墜落し、リチャードとメアリーは死んでしまう。
リザードとの激闘から2年後。二人の息子であるピーター・パーカーはスーツとマスク、そしてウェブ・シューターを改良した、新たな姿のスパイダーマンとしてニューヨークの犯罪と戦い続けていた。スパイダーマンはトラックで暴走するアレクセイ・ツシェビッチを逮捕し、そのまま恋人グウェン・ステイシーが待つ高校の卒業式へ向かう。ピーターは彼女の亡き父ジョージと交わした「彼女を危険に巻き込まないために別れる」という約束を果たせず苦しんでいた。その頃、ピーターの旧友ハリー・オズボーンがマンハッタンに戻ってくる。ハリーはオズコープのCEOノーマン・オズボーンの息子であり、父の死後、ハリーは20歳でオズコープの新CEOに就任する。
オズコープで働くマックス・ディロンは、街の送電システムを設計した優秀な電気技師。彼は気弱な性格と冴えない風貌で誰からも好かれていなかったが、実際は些細な気遣いも出来る優しい青年だった。そんな中、自身の命を助けてくれたスパイダーマンに「君が必要だ。」と言われたのがきっかけで、スパイダーマンの大ファンとなり、世界中から注目される彼に強い憧れを抱いていた。ある夜、彼は上司からたった一人残業を押し付けられてしまう。その際に電気ウナギの入った水槽に落下して、全身をウナギに噛まれてしまった事で電気人間になってしまい、その力をコントロールできずにタイムズスクエアを停電させ破壊してしまう。そこへスパイダーマンが現れ、必死に助けを求める。スパイダーマンは動揺しているマックスを落ち着かせる為に歩み寄るが、彼の制止を無視したスワットに狙撃をされてしまった怒りでマックスは暴走。さらに周囲の人間から罵詈雑言も受けてしまい、自分に友好的に接したスパイダーマンに対しても「自分をヒーローとしての売名行為に使った」と誤解したことから、今までのストレスが爆発し、暴走がエスカレートするが、やむを得ず消防車の水を上手く使ったスパイダーマンの奇策で捕縛され、カフカ博士がいるレイブンクロフト刑務所へ収容される。しかしマックスの怒りは収まらず、自らをエレクトロと名乗りスパイダーマンの命を狙い、自らの力で全てを支配しようと目論む。
一方、ハリーは父ノーマンと同様に不治の病に侵されており、その症状が現れ始めていた。ハリーは父ノーマンが残した過去の研究データから、治療するにはスパイダーマンの血液が必要だという結論に達する。ハリーはスパイダーマンを撮影したことがあるピーターを頼ったが、彼はコナーズ博士の経緯から輸血の影響を危険と考え、改めてスパイダーマンとして現れ、直接ハリーに血液の提供を拒否する。自分の命を顧みなかったと誤解したハリーはスパイダーマンに強い憎しみを抱くようになる。
オズコープ副社長のドナルド・メンケンを含む役員達は、ハリーに手を焼いていた。ハリーは経営に興味が無い上に気に入った女性（フェリシア・ハーディ）を実績のないまま、いきなり自分の秘書兼CEO補佐に抜擢するなど縁故主義的なやり方で重役達の不満を買い、やがてエレクトロ誕生の責任をなすりつけられる形で会社から追放されてしまう。ハリーはエレクトロと共にオズコープに乗り込み、蜘蛛の毒素を使って自らの病を完治させようとしたが、毒素によって体を蝕まれて狂気に染まり、「グリーン・ゴブリン」に変貌する。スパイダーマンのせいでこうなったと思い込んだハリーはエレクトロと共謀してスパイダーマンの抹殺に動き出す。
ピーターは父リチャードが残した情報から破棄された地下鉄の隠し研究室を突き止め、そこに残されていたビデオメッセージから失踪した理由を知る。その直後エレクトロが再び街中の電気を吸い取り、ニューヨーク一帯を停電させてしまう。スパイダーマンとグウェンは協力して発電所を再起動させ、過電流を浴びせてエレクトロを倒すが、安堵するのも束の間グリーン・ゴブリンが現れた。ゴブリンに連れ去られたグウェンは、時計塔の頂上から突き落とされる。その直後、ゴブリンはスパイダーマンとの格闘の末、気絶する。一方、落下するグウェンをスパイダーマンが間一髪で掴み取ったかに見えたが、彼女の頭部は地面に打ち付けられており、即死してしまう。グウェンの死に強いショックを受けたピーターは、スパイダーマンとしての自警活動を止めてしまう。
アレクセイ・シツェビッチは脱獄し、ノーマンが作り出した兵器を身に着けライノとして暴れ出す。ピーターはグウェンの卒業スピーチで自信を取り戻し、スパイダーマンとして再びライノの前に現れ、これからもニューヨークの平和を守り続ける事を改めて決意する。

## 登場人物
ピーター・パーカー / スパイダーマン
演 - アンドリュー・ガーフィールド
主人公。犯罪者と戦い続けるスーパーヒーロー。前作で言われたジョージの言葉に常に悩まされている。
グウェン・ステイシー
演 - エマ・ストーン
ピーターの彼女。ピーターが最も大切にしている恋人だが、終盤でハリーの暴走に巻き込まれ、命を落としてしまう。
マックス・ディロン / エレクトロ
演 - ジェイミー・フォックス
オズコープ社で働く、几帳面で温厚な電気技師。スパイダーマンに命を救われた事で、大ファンとなるが、不慮の事故で電気を操る怪物「エレクトロ」となり、他者への不信感とその強大な力に溺れた結果、性格が歪み、承認欲求を拗らせ、全てを支配しようと暴走してしまう。
ハリー・オズボーン / グリーン・ゴブリン
演 - デイン・デハーン
ピーターの友人。父と同じ病気にかかっている。スパイダーマンに輸血の提供を「危険」と断られた事から、無理矢理蜘蛛の毒素を体内に注入。性格が狂気に染まり、「グリーン・ゴブリン」へと変貌する。その後、スパイダーマンを逆恨みして、彼に襲いかかる。
ドナルド・メンケン
演 - コルム・フィオール
オズコープ社の副社長。ハリーが社長を継承することを快く思っていない。
フェリシア
演 - フェリシティ・ジョーンズ
ハリーの秘書。ハリーの人事案により立場が一気に上がる。
アレクセイ・シツェビッチ / ライノ
演 - ポール・ジアマッティ
強盗犯。ハリーの手引きで脱獄し、サイのスーツを身に纏った「ライノ」として暴走する。
メイ・パーカー
演 - サリー・フィールド
ピーターのおば。

## キャスト
| 役名                                    | 俳優                               | 日本語吹替     |
| --------------------------------------- | ---------------------------------- | -------------- |
| ピーター・パーカー / スパイダーマン     | アンドリュー・ガーフィールド       | 前野智昭       |
| グウェン・ステイシー                    | エマ・ストーン                     | 本名陽子       |
| マックス・ディロン / エレクトロ         | ジェイミー・フォックス             | 中村獅童       |
| ハリー・オズボーン / グリーン・ゴブリン | デイン・デハーン                   | 石田彰         |
| ドナルド・メンケン                      | コルム・フィオール                 | 家中宏         |
| フェリシア                              | フェリシティ・ジョーンズ           | 森夏姫         |
| アレクセイ・シツェビッチ / ライノ       | ポール・ジアマッティ               | 楠見尚己       |
| メイ・パーカー                          | サリー・フィールド                 | 一龍斎春水     |
| メアリー・パーカー                      | エンベス・デイヴィッツ             | 吉田美保       |
| リチャード・パーカー                    | キャンベル・スコット               | てらそままさき |
| アシュレイ・カフカ博士                  | マートン・チョーカシュ             | 梅津秀行       |
| 黒服の男                                | ルイス・キャンセルミ               | 鈴木幸二       |
| 幼いピーター                            | マックス・チャールズ               | 関根航         |
| アリスター・スマイス                    | B・J・ノヴァク                     | 花輪英司       |
| 謎の男                                  | マイケル・マッシー                 | 小島敏彦       |
| ノーマン・オズボーン                    | クリス・クーパー（クレジットなし） | 小川真司       |
| ジョージ・ステイシー                    | デニス・リアリー（クレジットなし） | 菅生隆之       |
| 卒業式の老人                            | スタン・リー（カメオ出演）         |                |

## 製作
コロンビア ピクチャーズは2011年の段階で既に続編の企画があることを発表していた。スタジオは前作に引き続いてでジェームズ・ヴァンダービルトを脚本家として雇い、その後アレックス・カーツマンとロベルト・オーチーにより書き直された。

### 企画
プロデューサーのマシュー・トルマックは「複数の続編があり、少なくとも三部作になる」ことを明かした。2作目の公開日は2014年5月2日が予定された。ウェブは2作目でもさらにオリジン・ストーリーが展開されると述べた。2012年6月、ウェブは続編でも監督を務めるかわからないと答えたが、2012年9月28日に続投が報じられた。アンドリュー・ガーフィールドもまた続編出演を希望しており、2012年9月に正式に決定した。エマ・ストーンは続編2本分の契約を交わし、グウェン・ステイシー役を続投することが決まった。前作からスパイダーマンの衣裳とマスクのデザインは変更され、マスクの眼は前作のマジックミラー然としたものから、白っぽいレンズが付いて大きくなり、印象がコミックスや前シリーズに近くなっている。ウェブ・シューターも変更されている。
サム・ライミによる前三部作でJ・ジョナ・ジェイムソンを演じていたJ・K・シモンズはスタジオ側からオファーがあれば出演したいと述べた。2012年10月、続編の悪役はエレクトロであると発表され、ジェイミー・フォックスへオファーされ、12月にフォックスはインタビューで決定を認めた。2013年1月、ポール・ジアマッティがライノ役、フェリシティ・ジョーンズが役名不詳ながら出演が決まったことが報じられた。2月27日、クリス・クーパーがノーマン・オズボーン役に決まった。
2012年10月10日、シェイリーン・ウッドリーがメリー・ジェーン・ワトソン役にオファーされていることが発表された。2013年3月14日、ウッドリーが撮影に参加していることが確認され、また本作での彼女の役割は小さなものであることが明かされた。2013年6月19日、本作からはメリー・ジェーンというキャラクターがカットされることが発表された。『ハリウッド・リポーター』誌上でマーク・ウェブは「（カットしたのは）物語を合理化し、ピーターとグウェンの関係に焦点を当てるための創造的な決断」であり、誰もがウッドリーと仕事をするのを楽しんでいたと語った。

### 撮影
2013年2月4日、マーク・ウェブは自身のtwitterにて主要撮影の開始をつぶやいた。彼はまたデジタルではなく35mmフィルムで撮影することを明かした。ソニーは『スパイダーマン』の映画作品としては初めて全編ニューヨークで撮影され、またニューヨーク市で撮影された映画としては史上最大規模であることを明かした。過越が行われている地域が撮影現場の近くにあったため、会社側はコミュニティ側と話し合い、製作活動を調整した。ニューヨーク海事大学は作中のレイブンクロフト刑務所として撮影された。カーチェイスシーンはロチェスターで撮影された。
6月25日、ウェブは撮影の完了をTwitter上で明かした。

## 続編
『アメイジング・スパイダーマン2』の全世界での興行収入は約7億ドルと健闘したが、北米での興行収入はその内の約2億ドルに留まり、制作費を下回っていた。
2013年6月、ソニー・ピクチャーズは第3作は2016年6月10日、第4作は2018年5月4日に公開予定であると発表した。ポール・ジアマッティはライノが3作目でも登場することを明かした。同年11月、ソニー・ピクチャーズ幹部のマイケル・リントンは「我々にはスパイダーマンの周りに大きな世界を作り上げる野心がある。作品のスクリプトがいくつかある」とアナリストに語った。アンドリュー・ガーフィールドは自身の契約は3本分であり、4作目に関しては不明であることを明かした。
2013年12月12日、ソニーはヴァイライルサイト『Electro Arrives』を通したプレスリリースで企画中の2本の映画について発表した。1本はアレックス・カーツマン、ロベルト・オーチー、エド・ソロモン脚本によるヴェノムのスピンオフ（カーツマンが監督予定）、もう1本はドリュー・ゴダードが脚本を執筆したヴィランチームのシニスター・シックスの映画でゴダードが監督就任を視野に入れている。ハンナ・ミンゲラとリチャード・オコナーはスタジオでこれらの映画の企画と製作を監査している。2014年2月、ソニーはウェブが次作も監督を続投することを発表した。2014年3月、ウェブは4作目を監督しないつもりであるが、シリーズのコンサルタントとして残留する意向を明らかにした。
2015年2月9日、ソニー・ピクチャーズとマーベル・スタジオのパートナーシップ締結が発表され、今後のスパイダーマンのキャラクターはマーベル・コミック原作の実写映画を同一世界観のクロスオーバー作品として扱う「マーベル・シネマティック・ユニバース」（MCU）にシェアすることを発表。ソニーは『アメイジング・スパイダーマン3』とスピンオフ作品『シニスター・シックス』の計画を白紙にし、マーベルの協力を得て新たなシリーズの製作が決定。「アメイジング・スパイダーマン」シリーズは事実上の打ち切りとなった。同時にマーベルは自社製作の映画にスパイダーマンを登場させる権利を獲得した。オーディションの末新たなスパイダーマンとして、トム・ホランドがキャスティングされ、『シビル・ウォー/キャプテン・アメリカ』（2016年）にメアリー・パーカー役のマリサ・トメイと共に初登場。その後単独作品第1作目として『スパイダーマン:ホームカミング』（2017年）が公開された。そしてホーム3部作の完結編である『スパイダーマン:ノーウェイホーム』でアンドリューは再びピーター・パーカーを演じた。マルチバースを扱うフェーズだった為に実現された。このスパイダーマンは同一人物であり、アース616のスパイダーマンと共演が可能となった。他にも、エレクトロ、リザードが『アメイジング・スパイダーマン』から参戦した。
計画されていたスピンオフ作品は、本シリーズやMCUとは別のタイムラインに再利用され、「ソニーズ・スパイダーマン・ユニバース」として『ヴェノム』（2018年）から始まった。

## 地上波放送履歴
2016年4月29日、日本テレビ系列の『金曜ロードSHOW!』の「2週連続スパイダーマン祭り」の一環として地上波初放送された（19:56 - 22:54。二ヶ国語放送 / 文字多重放送 / データ放送）。
| 回数  | テレビ局   | 番組名          | 放送日        | 備考                                              |
| ----- | ---------- | --------------- | ------------- | ------------------------------------------------- |
| 初回  | 日本テレビ | 金曜ロードSHOW! | 2016年4月29日 | 『2週連続スパイダーマン祭り』と題して地上波初放送 |
| 2回目 | 日本テレビ | 金曜ロードSHOW! | 2017年8月25日 | -                                                 |

## TVゲーム
- アメリカ合衆国では2014年4月29日にPS3・PS4・Wii U・3DS・Xbox 360・Xbox One・PC（Windows）版が発売された。日本では2014年9月4日にPS3およびPS4用ソフトとしてスクウェア・エニックスより発売された。この作品は事実上アクティビジョンから発売される最後のスパイダーマンのゲーム作品となった。

### 声の出演
- スパイダーマン/ピーター・パーカー - サム・リーゲル
- カーネイジ/クレタス・キャサディ - デイビット・アグラーノフ
- ショッカー/ハーマン・シュルツ - ライアン・アロシオ
- キングピン/ウィルソン・フィスク - JB・ブラン
- クレイヴン・ザ・ハンター/セルゲイ・クラヴィノフ - スティーヴン・ブルーム
- ベン・パーカー - マーク・ブラムホール
- グリーンゴブリン/ハリー・オズボーン - ケビン・ドーマン
- ブラックキャット/フェリシア・ハーディ - アリ・ヒリス
- ジーン・ドゥウォルフ - ミスティ・リー
- スタン - スタン・リー
- メイ・パーカー - ダイアン・ミシェル
- ホイットニー・チャン - スマリー・モンタノ
- エレクトロ/マックス・ディロン - マイケル・A・シェパード
- カメレオン - Glenn Steinbaum
- ドナルド・メンケン - Glenn Steinbaum
- J・ジョナ・ジェイムソン - フレッド・タタショア